# Distrito de Púchov
El distrito de Púchov (en eslovaco Okres Púchov) es una unidad administrativa (okres) de Eslovaquia Noroccidental, situado en la región de Trenčín, con 45 761 habitantes (en 2001) y una superficie de 375 km². Su capital es la ciudad de Púchov.

## Demografía
| Año        | 1994   | 2004    | 2014    | 2024    |
| ---------- | ------ | ------- | ------- | ------- |
| Población  | 45 597 | 45 641  | 44 537  | 43 483  |
| Diferencia |        | +0,09 % | −2,41 % | −2,36 % |

| Año        | 2023   | 2024    |
| ---------- | ------ | ------- |
| Población  | 43 710 | 43 483  |
| Diferencia |        | −0,51 % |

## Ciudades (población año 2017)
- Púchov (capital) 17 810

## Municipios
- Beluša 5925
- Dohňany 1796
- Dolná Breznica 961
- Dolné Kočkovce 1220
- Horná Breznica 489
- Horovce 837
- Kvašov 656
- Lazy pod Makytou 1213
- Lednica 947
- Lednické Rovne 4048
- Lúky 933
- Lysá pod Makytou 2105
- Mestečko 520
- Mojtín 427
- Nimnica 700
- Streženice 997
- Visolaje 953
- Vydrná 321
- Záriečie 697
- Zubák 837